# NGC 7283
NGC 7283 је спирална галаксија у сазвежђу Пегаз која се налази на NGC листи објеката дубоког неба.
Деклинација објекта је + 17° 28' 15" а ректасцензија 22h 28m 32,7s. Привидна величина (магнитуда) објекта NGC 7283 износи 14,5 а фотографска магнитуда 15,3. NGC 7283 је још познат и под ознакама MCG 3-57-12, CGCG 452-17, NPM1G +17.0698, PGC 68946.